# Indium(I)bromide
Indium(I)bromide is een chemische verbinding van indium en broom met de formule {\displaystyle {\ce {InBr}}}. Dit zout vormt rode kristallen die isostructureel zijn met β-TlI: een verschoven steenzout-structuur.

## Synthese
Indium(I)bromide wordt in het algemeen uit de elementen bereid, door het verhitten in vacuüm van indium(III)bromide met metallisch indium, of door reactie van indium met kwik(II)bromide bij 350 °C.
{\displaystyle {\ce {2In\ +\ Br2\ ->\ 2InBr}}}
{\displaystyle {\ce {2In\ +\ InBr3\ ->[{\ce {300\ -\ 400^{o}C}}][{\ce {Vaccuum}}]\ 3InBr}}}
{\displaystyle {\ce {2In\ +\ HgBr2\ ->[{\ce {\ 350^{o}C\ }}]\ 2InBr\ +\ Hg}}}

## Toepassingen en reacties
{\displaystyle {\ce {InBr}}} is gebruikt in de zwavellamp. In de organische synthese bleek het de koppeling van α,α-dichloorketonen tot 1-aryl-butaan-1,4-dionen te bevorderen. Met halogeenalkanen worden in een oxidatieve additie-reactie alkylindiumhalogenides gevormd en met nikkelbromide-complexen worden adducten gevormd met een directe nikkel-indium-binding. In waterige oplossingen is het instabiel: er wordt metallisch indium gevormd en indium(III)bromide.
Wanneer indium(I)tetrabromoindiaat(III), ({\displaystyle {\ce {In^{I}[In^{III}Br4]}}}) wordt opgelost in water ontstaat, denkt men, {\displaystyle {\ce {InBr}}} als een rood, onoplosbaar neerslag dat vervolgens snel ontleedt.